# إيرا أنديرس
إيرا أنديرس هو سياسي أمريكي، ولد في 15 أبريل 1942 في غويسل في الولايات المتحدة. نشط حزبياً في الحزب الديمقراطي. وقد انتخب عضو مجلس نواب ولاية ميزوري ‏.